# Eulocastra neoexcisa
Eulocastra neoexcisa är en fjärilsart som beskrevs av Emilio Berio 1954. Eulocastra neoexcisa ingår i släktet Eulocastra och familjen nattflyn. Inga underarter finns listade i Catalogue of Life.